# Sunshiners
Sunshiners est un groupe de reggae composé d'ex membres du groupe français Mister Gang et de chanteurs du Vanuatu.
Le groupe est produit par Bibou, manager et producteur exécutif connu pour avoir propulsé Tryo sur scène.

## Biographie

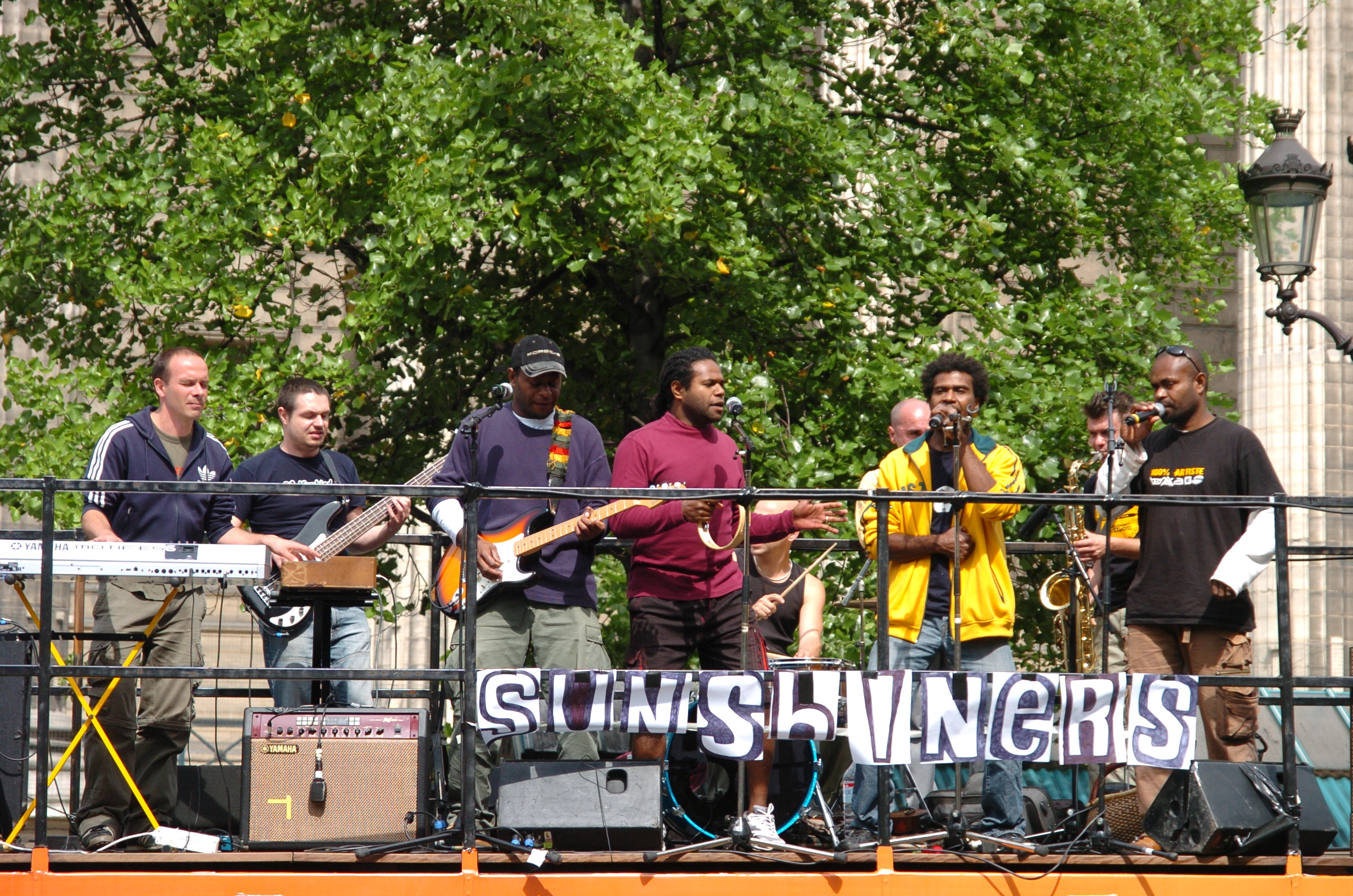
Sunshiners lors de la fête de la musique, le 21 juin 2007 à Paris.

C'est à Nouméa en 2001, lors d'une tournée avec Mister Gang pour l'album Paris Lisbonne Pointe-à-Pitre, que Feal Le Rouzic (saxophoniste) rencontre et sympathise avec John Kapala du groupe Krosrod. Le projet Sunshiners vient de naitre.
Mister Gang enregistre en 2003 Live in Kanaky son dernier album avant la séparation. Il faudra alors de longs mois de collaboration pour voir Sunshiners sur scène. En 2004 la Sexion de Mister gang collaborent avec Tryo à l'album De bouches à oreilles..., et plus particulièrement au Live au cabaret sauvage. C'est là qu'ils rencontrent Bibou. Sunshiners se fait alors un nom sur scène avant de sortir son premier album le 19 juin 2006 qui est un ensemble de titres des années 1980 repris en reggae, incluant entre autres des morceaux de The Cure, Supertramp, David Bowie, Rod Stewart ou Tears for Fears. S'ensuit une tournée incluant des festivals comme les Solidays.

## Membres
- Chanteurs : Gero Iaviniau, John Kapala, Jake Moses et Ben Siro
- Guitare : Arthur Romijn
- Batterie : Gael Chosson
- Basse : Toko
- Clavier : Capt'n
- Saxophone : Feal Le Rouzic
- Trompette : Mols
- Trombone : Thomas

## Discographie
- 2006 : Sunshiners
- 2007 : Welkam Bak Long Vanuatu